# Bankside Farmers

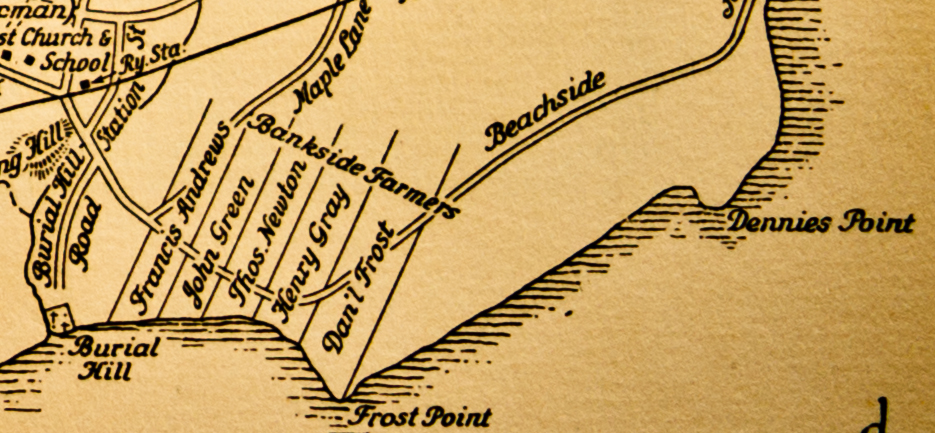
Karte von Westport mit der Eintragung der Bankside Farmers

The Bankside Farmers waren eine Gruppe von fünf Männern, die sich 1648 südlich von Fairfield (Connecticut) am Long Island Sound ansiedelten. Das Gebiet ist heute bekannt als Greens Farms, ein Gebiet von Westport (Connecticut).
Die fünf Männer waren: Thomas Newton, Henry Gray, John Green, Daniel Frost und Francis Andrews.
Diese Gruppe früher Siedler nahm den Namen „Bankside“ an, um an die ursprüngliche Bankside in London, England zu erinnern. Einige von ihnen hatten früher in diesem Gebiet gelebt.

## Persönlichkeiten
- Daniel Frost (* 17. Januar 1613 in Nottingham, England; † 23. Februar 1682 in Fairfield). Eine kleine Landzunge, Frost Point, wurde nach ihm benannt.

- Henry Gray (* 23. November 1617 in London, England; † 1658). Zusammen mit seinem Bruder William betrieb er in London zeitweise eine Schneiderei. Er kam 1639 nach Neu England, heiratete im September in Boston, Massachusetts die Schwester von Frost, Lydia und zog 1640 nach Fairfield, wo er von 1642 bis 1643 Deputy war.  Zwei Straßen im Gebiet wurden nach ihm benannt: Gray's Farm Road und Gray Lane.

- John Green ist der Namensgeber von Greens Farms, wo sich heute der Sherwood Island State Park befindet.